# مغزلية مميتة
مغزلية مميتة (الاسم العلمي: Fusobacterium mortiferum) هي نوع من البكتيريا يتبع جنس المغزلية من الفصيلة المغزلية.